# 1304 Arosa
Az 1304 Arosa (ideiglenes jelöléssel 1928 KC) egy kisbolygó a Naprendszerben. Karl Wilhelm Reinmuth fedezte fel 1928. május 21-én, Heidelbergben.